# Яблоня Холла
Яблоня Холла (лат. Malus halliana) — вид рода Яблоня (Malus) семейства Розовые (Rosaceae), произрастающий в Китае.

## Ботаническое описание
Листопадное дерево высотой до 5 метров. Побеги пурпурные или красновато-коричневые, молодые слегка опушены, взрослые — голые.
Листья тёмно-зелёные, часто с красноватым оттенком, яйцевидной, эллиптической или вытянуто-эллиптической формы, длиной 3,5—8 см. Листовая пластинка гладкая, иногда слегка опушена только по жилкам, основание её клиновидное или закруглённое, верхушка заострённая, края пильчатые.
Цветки розовые, диаметром 3—3,5 см, собраны в щитки по 4—6 штук. Лепестков часто бывает больше пяти. Цветоножки тонкие, поникающие, красные, длиной 2—4 см. Чашелистики треугольно-яйцевидные, длиной 3—5 мм. Время цветения: март — апрель.
Плоды красноватые, мелкие (диаметр 6—8 мм), грушевидные или яйцевидные. Созревают в сентябре—октябре.

## Применение
Яблоня Холла, благодаря своим красноватым ветвям и листьям и розовым цветкам, выглядит очень красиво и часто используется в качестве декоративного растения.